# Ectropis loxoschema
Ectropis loxoschema là một loài bướm đêm trong họ Geometridae.